# Центрированные многоугольные числа
Центрированные многоугольные числа — класс плоских {\displaystyle k}-угольных фигурных чисел ({\displaystyle k\geqslant 3}), получаемый следующим геометрическим построением. Сначала на плоскости фиксируется некоторая центральная точка. Затем вокруг неё строится правильный {\displaystyle k}-угольник с {\displaystyle k} точками вершин, каждая сторона содержит две точки (см. рисунок). Далее снаружи строятся новые слои {\displaystyle k}-угольников, причём каждая их сторона на новом слое содержит на одну точку больше, чем в предыдущем слое, то есть начиная со второго слоя каждый следующий слой содержит на {\displaystyle k} больше точек, чем предыдущий. Общее число точек внутри каждого слоя и принимается в качестве центрированного многоугольного числа (точка в центре считается начальным слоем).
Примеры построения центрированных многоугольных чисел:
| Треугольные | Квадратные | Пятиугольные | Шестиугольные |
| ----------- | ---------- | ------------ | ------------- |
|             |            |              |               |

Из построения видно, что центрированные многоугольные числа получаются как частичные суммы следующего ряда: {\displaystyle 1+k+2k+3k+4k+\dots } (например, центрированные квадратные числа, для которых {\displaystyle k=4,} образуют последовательность: {\displaystyle 1,5,13,25,41\dots }) Этот ряд можно записать как {\displaystyle 1+k(1+2+3+4+\dots ).}, откуда видно, что в скобках — порождающий ряд для классических треугольных чисел. Следовательно, каждая последовательность центрированных {\displaystyle k}-угольных чисел, начиная со 2-го элемента, может быть представлена как {\displaystyle kT_{n}+1,} где {\displaystyle T_{n}(n=1,2,3\dots )} — последовательность треугольных чисел. Например, центрированные квадратные числа — это учетверённые треугольные числа плюс 1, порождающий ряд для них имеет вид: {\displaystyle 1+4+8+12\dots }
Общая формула для {\displaystyle n}-го центрированного {\displaystyle k}-угольного числа {\displaystyle C_{n}^{(k)}}:
| {\displaystyle C_{n}^{(k)}=1+k{\frac {n(n-1)}{2}}={\frac {kn^{2}-kn+2}{2}};\ n=1,2,3\dots } | (ОЦФ) |

## Сводная таблица
| Число углов k | Тип числа                           | Начало последовательности | Ссылка на OEIS |
| ------------- | ----------------------------------- | ------------------------- | -------------- |
| 3             | Центрированные треугольные числа    | 1, 4, 10, 19, 31, …       | A005448        |
| 4             | Центрированные квадратные числа     | 1, 5, 13, 25, 41, …       | A001844        |
| 5             | Центрированные пятиугольные числа   | 1, 6, 16, 31, 51, …       | A005891        |
| 6             | Центрированные шестиугольные числа  | 1, 7, 19, 37, 61, …       | A003215        |
| 7             | Центрированные семиугольные числа   | 1, 8, 22, 43, 71, …       | A069099        |
| 8             | Центрированные восьмиугольные числа | 1, 9, 25, 49, 81, …       | A016754        |
| 9             | Центрированные девятиугольные числа | 1, 10, 28, 55, 91, …      | A060544        |
| 10            | Центрированные десятиугольные числа | 1, 11, 31, 61, 101, …     | A062786        |

и так далее.